# Qadi Pur
Qadi Pur es una ciudad censal situada en el distrito de Delhi noroeste,  en el territorio de la capital nacional,  Delhi (India). Su población es de 18369 habitantes (2011). 

## Demografía
Según el censo de 2011 la población de Qadi Pur era de 18369 habitantes, de los cuales 9887 eran hombres y 8482 eran mujeres. Qadi Pur tiene una tasa media de alfabetización del 80,54%, inferior a la media estatal del 86,21%: la alfabetización masculina es del 88,55%, y la alfabetización femenina del 71,15%.